# 香港2010年12月

## 12月1日
- 當日起，本港的禁煙範圍擴大至全香港的露天公眾交通交匯處[1]。
- 食物及衛生局長周一嶽表示，已將李兆基47歲單身長子李家傑在美國透過代母產下3胞胎，交由警方跟進。 [2]
- 政府對是否申辦2023年亞運的諮詢，今日結束。多個主要政黨仍然表示反對。 [3]
- 立法會辯論檢討強積金議案 [4]
- 關愛基金委員會今早舉行首次會議[5]

## 12月3日
- 當日起，規管中成藥註冊的條例正式實施[6]。
- 第四屆香港國際古書展一連三日舉行，展品包括馬克思於1867年的著作《資本論》，價值約425萬元[7]。
- 中國足協宣布聘請本港足球名宿郭家明，擔任技術主任[8]。
- 警方破獲本地歷來最大宗偷金案，涉及總值約9千萬的金條[9]。

## 12月4日
- 當日為立法會大樓開放日，全日接待了5830名公眾人士，打破多年來的紀錄。是次為立法會第十三年舉行開放日。[10]。

## 12月5日
- 海洋公園登山鐵路「海洋列車」發生啟用一年首宗嚴重錯誤事故，一列車操作員疑因身體不適誤按緊急停車按鍵，兩列共載百多人的列車遭緊急煞停，乘客相繼倒地，一名老翁受傷情況嚴重。[11]
- 香港國際機場兩條跑道的使用量已達設計最高用量的93%，預計將於2017年飽和。為避免喪失作為鄰近地區航空樞紐及商業中心的領導地位，機場管理局正就興建第三條跑道進行可行性研究。[12]

## 12月6日
- 入境處外遊提示服務今日開始 [13]
- 政府今日推出以帳戶為本的網上服務平台「我的政府一站通」[14]

## 12月7日
- 麥當勞推出「大富翁」有獎遊戲，引來市民密密食望中獎，有人一週吃五個大餐，醫生警告將損害健康。[15]
- 匯豐銀行、渣打銀行和中國銀行三家發鈔銀行當天起推出有5種新防偽特徵的1000元鈔票，吸引市民搶先兌換，有人讚賞新鈔設計有香港特色，亦不擔心會有假鈔。[16]
- 食環署食物安全中心當日起接受中國大陸的冰鮮牛肉入口申請[17]。

## 12月8日
- 遵理學校補習名師董兆銘於荃灣一間快餐店進食時暈倒猝死，醫生估計董死於感冒菌入侵大腦及心臟，致全身器官衰竭[18]。他的學生於網上悼念董兆銘，而遵理學校網頁則轉為黑白顯示。
- 醫管局決定資助一對患有「龐貝氏症」的兄弟，使用新的「酵素替代療法」阻止病情惡化，每人每年藥費約200至300萬元[19]。
- 立法會專責調查「梁展文事件」的委員會發表報告，點名批評公務員事務局局長俞宗怡，指她判斷嚴重失誤，沒有做好最後把關人，又批評她政治敏感度不足，令政府聲譽受損，對她深感遺憾[20]。俞宗怡承認自己需要為事件負責，但沒有考慮過辭職[21]。

## 12月10日
- 在菲律賓人質事件中頭部重傷的梁頌學進行了顱骨再造術，放回頭骨，手術過程順利，他手術後精神不俗，反應敏捷，並能在電腦上彈奏樂曲。[22]
- 香港電台女記者在北京趙連海的屋苑採訪時遭阻撓及掌摑，港台發表嚴正聲明，對事件深表憤慨，並表示不能接受記者在正常合法採訪時遭受暴力對待，促請當局嚴正處理。[23]
- 支聯會等11個團體晚上在中環遮打花園舉行集會，一同觀看大電視直播諾貝爾和平獎頒獎禮，並慶祝劉曉波獲獎。[24]

## 12月11日
- 一年一度的工展會今日開幕[25]，早上由行政長官曾蔭權於維園主持揭幕儀式，展期至1月3日[26]。

## 12月15日
- 天文台發出入冬以來首個寒冷天氣警告，氣溫在當天入夜後顯著下降[27]。

## 12月16日
- 當天早上位於全港最高峰大帽山的氣象站錄得零下2度的低溫[28]，並出現結霜情況[29]。
- 菲律賓政府領導代表團當天抵港，交代菲國政府對人質事件的調查結果。該國稱會向事件中受害人家屬發放現金和獎助學金，並表示已採取一系列措施保障旅客安全，希望有關措施對港府取消對該國之黑色旅遊警示起正面作用。旅遊業議會總幹事董耀中說，在人質事件前，香港每月有數千人到菲律賓旅遊，事發後赴菲旅客量幾乎是零[30]。

## 12月23日
- 電訊管理局當天推出一個寬頻表現測試網站，市民可以透過該網站測試寬頻上下載速度、網絡時延和封包遺失率。測試網站除了標準版外，還提供支援iPhone和Android手機的手機版[31]。網站由香港國際互聯網交換中心運作[32]。
- 港府公佈24間海外大學對於將在2012年推行的香港中學文憑的入學要求，24間院校中，58%列明接受文憑試的英文成績，其餘則要求學生除應考香港中學文憑試外，亦需應考IELTS或托福試。劍橋大學更明言，要待首屆文憑試開考後，才決定是否接納文憑試的英文科成績。有升學專家批評，政府未有明確指出文憑試英文科的合格水平，令海外院校擔心香港學生的英文水平是否達標，影響學生升學機會[33]。
- 9名香港遊客趁聖誕節假期到日本北海道自駕遊發生意外，2名乘客死亡。日本警方認為事故起因是路面結冰濕滑，車輛失控與迎頭車迎面相撞[34]。

## 12月27日
- 政府飛行服務隊一架服役9年的「超級美洲豹」直升機，當天上午在荃灣灌救山火期間，疑引擎突然故障，機身搖擺，機長臨危不亂將直升機急降城門水塘水面，無人受傷，當局在意外後停飛另外兩架同型號直升機[35]。2日後直升機被拖往水塘主壩並拆卸吊走，直升機後被運返政府飛行服務隊基地由製造商的專家檢驗[36]。至1月1日另外兩架同型號直升機復飛[37]。

## 12月29日
- 規劃署公佈香港人口推算報告預測，報告顯示香港未來10年人口將增加66.37萬人，達到766萬人。沙田、觀塘和元朗在10年後會是人口最多的區議會分區[38]。

## 12月31日
- 被告陳學殷被裁定一項勒索罪成由囚車[39]。